# Peripsychoda reburra
Peripsychoda reburra és una espècie d'insecte dípter pertanyent a la família dels psicòdids.

## Descripció
- Mascle: ulls separats per tres facetes de diàmetre; sutura interocular força arquejada; occipuci elevat; front amb una àrea pilosa triangular; flagel amb l'artell núm. 1 més llarg que els altres; tòrax sense patagi; ales grans, de 3 mm de llargada i 1,25-1,30 d'amplada, amb les vena costal força engruixida des de la base fins més enllà de l'àpex de la vena subcostal i amb una petita esquerda al marge costal més enllà del final de l'esmentat engruiximent, vena subcostal feblement unida a R1; fèmur i tíbia d'igual longitud; antenes d'1,87 mm de llargària.
- Femella: similar al mascle, però amb el marge costal de les ales i la base de la vena cubital no tan engrandits; el lòbul apical de la placa subgenital en forma de "Y"; espermateca marcada amb estries fines; ales de 2,77 mm de llargada i 1,12 mm d'amplada.[3]

## Distribució geogràfica
Es troba a Nova Guinea.